# انحياز الطيف
في الإحصاء الحيوي، يشير انحياز الطيف إلى ظاهرة أن كفاءة الاختبار التشخيصي قد تختلف في الإعدادات السريرية المتنوعة لأن كل إعداد له مزيج مختلف من المرضى. نظراً إلى أن الكفاءة قد تعتمد على خليط من المرضى، فقد لا تكون الكفاءة في أحد الاختبارات السريرية مناسبة لتوقع كفاءة اختبار سريري آخر. يتم تفسير هذه الاختلافات كنوع من الانحياز/التحيز.
من الناحية الرياضية، يعتبر انحياز الطيف انحيازا استعيانيا وليس إحصائيا تقليديا؛ وقد أدّى ذلك ببعض الباحثين إلى الإشارة إلى هذه الظاهرة على أنها تأثيرات الطيف، بينما يرى آخرون أنها انحياز إذا كانت الكفاءة الحقيقية للاختبار تختلف عن الكفاءة «المتوقعة». عادةً ما يتم قياس كفاءة الاختبار التشخيصي من حيث حساسيته ونوعيته، والتغيرات في هذه الحالة هي التي تؤخذ بعين الاعتبار عند الإشارة إلى انحياز الطيف. ومع ذلك، قد تتأثر مقاييس الكفاءة الأخرى مثل نسب الاحتمالات بانحياز الطيف.
بشكل عام، يرجع انحياز الطيف إلى ثلاثة أسباب؛ السبب الأول هو حدوث تغيير في مزيج المرضى الخاص بالحالة المصابين بالاضطراب المستهدف من الاختبار (مرض)، وهذا يؤثر على الحساسية. السبب الثاني ناتج عن تغيير في مزيج المرضى الخاصة بالحالة الذين لا يعانون من الاضطراب المستهدف (خالٍ من المرض) وهذا يؤثر على النوعية. السبب الثالث هو حدوث تغيير في الانتشار، وهذا يؤثر على كل من الحساسية والنوعية. لا يتم تقدير السبب الأخير على نطاق واسع، ولكن هناك أدلة تجريبية متنامية، كما يوجد أيضاً حجج نظرية تشير إلى أن هذا السبب يؤثر بالفعل على كفاءة الاختبار.
يمكن الحصول على بعض الأمثلة على الحالات التي يمكن أن تتغير فيها الحساسية والنوعية بين مجموعات فرعية مختلفة من المرضى من خلال اختبار المستضد السرطاني المضغي  واختبارات المقياس البولي.
قد يتم المبالغة بشكل غير طبيعي في تقدير كفاءة اختبارات التشخيص التي أبلغت عنها بعض الدراسات إذا كانت تهدف إلى التحكم بالحالة حيث تتم مقارنة مجموعة الأصحاء (الأشد صحة من بين الأصحاء) بمجموعة المصابين بمرض متقدم (الأشد مرضاً بين المرضى)؛ أي أن هذه المقارنة عقدت بين مجموعتين متناقضتين، عوضاً عن أن تعقد بين مجموعة سليمة اعتيادية وأخرى مريضة.
في حال تم التحليل بشكل صحيح، يمكن أن يؤدي التعرف على تجانس المجموعات الفرعية إلى رؤى حول كفاءة الاختبارات في مجموعات متنوعة من السكان.